# Simultano tolmačenje
Simultano tolmačenje je vrsta tolmačenja, pri katerem tolmač sedi v zvočno izolirani kabini ter govorca posluša s slušalkami, preko mikrofona z le nekaj sekundnim zamikom prenaša sporočilo le-tega v drugi jezik. Simultano tolmačenje se navadno izvaja iz tujega v materni jezik ali tudi druge jezike. Prisotni v dvorani si preko kanala na slušalkah izberejo primeren jezik tolmačenega besedila. 
Gre za zahtevno metodo prevajanja. Za simultano tolmačenje potrebujemo najmanj dva tolmača z veliko izkušnjami. Običajno se izmenjujeta na 15 do 20 minut, saj se le tako lahko ohrani kakovost prevoda in zbranost tolmača. 
Če tolmač ne zna jezika govorca, mora tolmačiti drugega tolmača. Tako tolmačenje se imenuje relais.